# Elmstone
Elmstone est un village anglais situé dans le Kent.